# LocalVisión
LocalVisión es una red de contenidos para televisiones locales y autonómicas de España. Su dueño y creador es José María Besteiro, que también distribuye contendidos a través de Distrivisión, MunicipalTV y Canal Finde.
LocalVisión nació tras el cierre de Localia TV, ya la mayoría de cadenas que no cerraron, pasaron a usar contenidos de Distrivisión, pasando las cadenas que anteriormente tenían estos contenidos a LocalVisión, si estaban en una misma zona de actuación que alguna de esas cadenas de Localia TV.